# Голям нощник
Големият нощник (Myotis myotis) е вид дребни бозайници от семейство Гладконоси прилепи (Vespertilionidae). Разпространен е в Централна, Източна и Южна Европа и Източното Средиземноморие до Палестина. В България се среща в карстовите райони в цялата страна, до 1200 m надморска височина, като е един от най-разпространените пещерни видове.
С маса от 26 до 45 g големият нощник е сред най-големите прилепи, срещащи се в Европа. Дължината на тялото с главата му е 65-80 mm, а размахът на крилете - 350-430 mm. Цветът му е сиво-кафяв по гърба до сиво-белезникав по корема. Ушите са кафяви, дълги и наведени напред, с дълъг и заострен трагус. Крилата са широки, а опашката е дълга колкото тялото, с връх излизащ извън междубедрената мембрана. Външно големият нощник силно наподобява сродния вид остроух нощник (Myotis blythii), от който се отличава главно по по-големия размер на черепа.
Големият нощник извършва сезонни миграции между летни и зимни местообиталища. Установената най-дълга подобна миграция в България е от 40 km. В Централна Европа обитава главно хралупи и подпокривни пространства, а в Южна Европа - пещери и изкуствени подземни галерии. Образува големи колонии, често смесени с други видове прилепи. Копулацията протича през есента, като женските раждат по едно малко в края на юни или началото на юли. Продължителността на живота надхвърля 17 години.
При полет големият нощник се ориентира чрез ехолокация, като излъчва честотномодулирани сигнали с честота 26-35 kHz. Ловува главно в редки широколистни гори и околностите им, като обикновено ловната територия на един прилеп е около 0,5 km². Храни се предимно с дребни нелетящи насекоми, най-често бръмбари, с предпочитана дължина на тялото 12-35 mm.